# 刘念慈
刘念慈（？—1911年），字晋芝，湖北省锺祥縣人。清朝官员。
早年由廪生选教谕，光緒三十四年（1908年），任福建永安縣知縣。武昌起義后，福建響應，土匪倚山险聚眾。刘念慈率眾剿匪，后重傷被俘，土匪勒索財物。刘念慈寫絕書，絕食而亡。